# بن درختان
بن درختان یا مزرعه ابوترابی روستایی است در استان مرکزی ایران.
این روستا در دهستان بازرجان در بخش مرکزی شهرستان تفرش استان مرکزی واقع شده‌است.